# Никифоров, Константин Владимирович
Константи́н Влади́мирович Ники́форов (род. 17 апреля 1956, Пекин, КНР) — советский и российский историк-славист, доктор исторических наук (2000), директор Института славяноведения РАН.

## Биография
Сын востоковеда В. Н. Никифорова. В 1977—1982 годах обучался на историческом факультете МГУ. В Институте славяноведения и балканистики АН СССР прошёл аспирантуру, после чего был принят в штат института (проработал там с 1985 по 1992 годы). В том же научном учреждении в 1987 году была защищена кандидатская диссертация «Внешняя политика Сербского княжества в 40‑е — начале 50-х гг. XIX в.».
В 1992—1998 годах работал спичрайтером президента РФ Б. Н. Ельцина. В 1999 году вернулся в Институт славяноведения РАН, и там же в 2000 году прошла защита его докторской диссертации «Боснийский кризис и позиция России (1992—1995)».
С конца 2004 года и до нашего времени занимает должность директора Института славяноведения (переизбирался в 2009, 2014 и 2019 и 2021 годах). В 2006—2020 годах — профессор кафедры истории южных и западных славян МГУ (по совместительству). С 2010 года — главный редактор журнала «Славянский альманах».
Является действительным государственным советником Российской Федерации 3 класса, вице-президентом Международной ассоциации и председателем Национальной ассоциации по изучению стран Юго-Восточной Европы. Сопредседатель российской части Комиссии историков России и Сербии и Комиссии историков России и Румынии. Член попечительского совета Фонда возрождения культуры и традиций малых городов Руси.
Основные научные интересы: история балканских стран, в особенности Сербии и других югославянских государств, в Новое и Новейшее время.

## Основные работы
Учебный материал
- Никифоров К. В. (в соавторстве) История стран Центральной и Юго-Восточной Европы XX века. — М., 1997.
- Никифоров К. В. (в соавторстве) История южных и западных славян в 2 т. Т.2. Новейшее время. Учебник 3-е издание, испр. и доп.. М., 2008.
- Никифоров К. В. (отв. редактор) Протестные движения в странах Центральной и Юго-Восточной Европы. Конец 1960-х — 1980-е гг. Хрестоматия. — М., 2013.
- Никифоров К. В. (в соавторстве) История южных и западных славян в 3 т. Т. 3. Новейшее время. Учебник 4-е издание, испр. и доп. М., 2022.

Монографии и книги в соавторстве
- Никифоров К. В. (в соавторстве). Международные отношения на Балканах. 1830—1856. — М.: Наука, 1990. — 350 с.
- Никифоров К. В. Сербия в середине XIX в. (начало деятельности по объединению сербских земель). — М.: Институт славяноведения и балканистики РАН, 1995. — 185 с.
- Никифоров К. В. Между Кремлем и Республикой Сербской (Боснийский кризис: завершающий этап). — М.: Институт славяноведения РАН, 1999. — 262 с.
- Никифоров К. В. (в соавторстве). Отзвук слова: из опыта работы спичрайтеров первого президента России. — М.: Никколо М; ИМА-пресс, 1999. — 144 с. (2-е изд. — М., 2011).
- Никифоров К. В. (в соавторстве). Эпоха Ельцина. Очерки политической истории. — М.: Вагриус, 2001. — 816 с. (2-е изд. — М., 2011).
- Никифоров К. В. (в соавторстве) Центральноевропейские страны на рубеже XX—XXI вв.: аспекты общественно-политического развития. — М.: Новый хронограф, 2003. — 270 с.
- Никифоров К. В. (в соавторстве). Революции и реформы в странах Центральной и Юго-Восточной Европы: 20 лет спустя. — М.: РОССПЭН, 2011. — 775 с.
- Никифоров К. В. (отв. ред., соавтор) Югославия в XX веке: очерки политической истории. — М.: Индрик, 2011. — 888 с.
- Никифоров К. В. Сербия на Балканах. XX век. — М.: Индрик, 2012. — 176 с.
- Никифоров К. В. (в соавторстве). Балканы в европейских политических проектах XIX—XXI вв. — М.: Институт славяноведения РАН, 2014. — 634 с.
- Никифоров К. В. (отв. ред., соавтор) Центральная и Юго-Восточная Европа. Конец XX — начало XXI вв. Аспекты общественно-политического развития. — М.; СПб.: Нестор — История, 2015. — 480 с.
- Никифоров К. В. «Начертание» Илии Гарашанина и внешняя политика Сербии в 1842—1853 гг. — М.: Индрик, 2015. — 256 с.
- Никифоров К.В. (отв. ред,, соавтор) История Балкан. На переломе эпох (1878—1914 гг.). — М.: Институт славяноведения РАН, 2017. — 504 с.
- Никифоров К. В. (отв. ред., соавтор) Очерки политической истории стран Центральной и Юго-Восточной Европы. Конец XX — начало XXI в. — СПб.: Нестор-История, 2020. — 464 с.
- Никифоров К. В. «Особый путь» социалистической Югославии и постюгославских государств // Москва и Восточная Европа. Национальные модели социализма в странах региона (1950—1970-е гг.). Формирование, особенности и современные оценки. — М.; СПб.: Нестор-История, 2020. С. 259—272.
- Никифоров К. В. От Сербии до Сербии. В поисках модернизации. Конец XIX — начало XXI в. — М.: Индрик, 2021. — 280 с.
- Никифоров К. В. Проблема многопартийности в Сербии (вторая половина XX — начало XXI века) // Полвека служения кафедре славян. К 80-летию профессора Геннадия Филипповича Матвеева. — М: А. Ю. Степаненко, 2023. С. 281—292.
- Никифоров К. В. Диссиденты в социалистической Сербии // Вопросы истории стран Центральной и Юго-Восточной Европы в XIX—XXI вв. (Шемякинские чтения. Вып. 2). — М.: Институт славяноведения РАН; Белград: Архив Сербской Православной Церкви, 2023. С. 391—414.
- Никифоров К. В. Сербская «перестройка» (1980—1987 гг.) // Югославян волшебные портреты. К юбилею доцента Людмилы Васильевны Кузьмичевой. — М.: А. Ю. Степаненко, 2024. С. 384—393.

Ответственный редактор
- Россия и восстание в Боснии и Герцеговине. 1875—1878. Документы : [арх. 17 мая 2024] / [ответственный редактор К. В. Никифоров]. — М. : «Индрик», 2008. — 448 с. — 800 экз. — ISBN 978-5-85759-431-5.